# Ковтунов, Александр Васильевич
Александр Васильевич Ковтунов (12 апреля 1933 — 14 сентября 2009) — советский и российский военный и политический деятель, генерал-полковник (29.10.1984), кандидат военных наук.

## Биография
Родился 12 апреля 1933 года с. Луценково Алексеевского района Воронежской (ныне Белгородской) области. В 1942—1943 годах находился в оккупации на территории Луганской области. С 1944 по 1951 годы учился в Киевском Суворовском военном училище.
В Советской армии с 1951 года. Окончил Одесское высшее общевойсковое командное училище в 1953 году. С 1953 года — командир взвода и роты (Дальневосточный военный округ); с 1959 по 1962 годы — командир учебной роты (Прибалтийский военный округ).
Окончил Военную академию имени М. В. Фрунзе в 1964 году. С 1964 года — командир мотострелкового батальона (ГСВГ), С 1966 года — начальник штаба 172-го гвардейского мотострелкового Гнезненского полка 39-й гвардейской мотострелковой Барвенковской дивизии (ГСВГ), с 1967 по 1970 годы — командир 174-го гвардейского мотострелкового Померанского полка (на тот момент самый молодой командир полка в Вооружённых силах СССР), начальник штаба 57-й гвардейской мотострелковой Новобугской дивизии (ГСВГ).
Окончил Военную академию Генерального штаба Вооружённых Сил СССР имени К. Е. Ворошилова в 1972 году. С 1972 года — командир мотострелковой дивизии (Закавказский военный округ), с 1975 — командир 32-го армейского Кёнигсбергского корпуса (Одесский военный округ), с 1976 года — командир 28-го армейского корпуса (Центральная группа войск). С 1978 года — командующий 4-й общевойсковой армией (Закавказский военный округ). С июня 1981 года — командующий 8-й гвардейской общевойсковой армией в ГСВГ. С сентября 1983 года — начальник штаба — первый заместитель командующего войсками Среднеазиатского военного округа. С октября 1984 года — командующий Северной группой войск (Польша). С января 1987 года — командующий войсками Среднеазиатского военного округа. С января 1989 года — главнокомандующий войсками Дальнего Востока. С июня 1992 года находился в распоряжении Главнокомандующего Сухопутными войсками. В 1993 году уволен в отставку.
Умер 14 сентября 2009 года в Москве. Похоронен на Троекуровском кладбище.

### Политическая и общественная деятельность
- Депутат Верховного Совета Азербайджанской ССР (1979—1983)
- Депутат Верховного Совета Белорусской ССР (1985—1987)
- Депутат Верховного Совета СССР (1987—1989)
- Делегат XIX конференции КПСС (1988)
- Народный депутат России (1990—1993)
- Советник Председателя Правительства РФ (1993)
- Делегат XXV съезда Компартии Украины
- Делегат XXVIII съезда КПСС
- Председатель международной ассоциации «Кадетское братство» (2006—2009).

## Высшие воинские звания
- генерал-майор (25.04.1975)
- генерал-лейтенант (14.02.1978)
- генерал-полковник (29.10.1984)

## Награды
- Орден Красной Звезды
- Орден «За службу Родине в Вооружённых Силах СССР» II степени
- Орден «За службу Родине в Вооружённых Силах СССР» III степени
- Орден Заслуг перед Польской Народной Республикой